# Avit Pierre Nicolas
Avit Pierre Nicolas est un aviateur français né le 5 mars 1907 à Salaise-sur-Sanne (Isère) et mort en vol le 25 juin 1938.

## Biographie
Il fréquente l'école communale, puis il poursuit ses études à Beaurepaire et à Voiron pour terminer à Cluny à l'École des Arts et Métiers. Il obtient une bourse pour l'École de pilotage de Bourges. Avit Nicolas effectue son service militaire au 35e régiment d'aviation à Bron, et après un stage à Avord, il termine sous-lieutenant.
Il passe le concours d'ingénieur adjoint des travaux de l'aéronautique, et se classe premier. Il est alors attaché au Centre d'essais de Villacoublay. En juin 1937, il est nommé ingénieur des travaux de l'aéronautique de l'État. En mai 1938, il se voit décerner à la Sorbonne, le diplôme de vermeil des hommes de courage.
Le 25 juin 1938, en essayant un planeur polonais prototype, il trouve la mort. Avit Pierre Nicolas comptait alors 100 heures de vol sur avion prototype dont 60 heures de vol de nuit et 130 heures sur planeur. Il avait mis au point 14 avions militaires, 8 avions de transport, 5 avions de tourisme, 7 avions étrangers et 4 planeurs.
La rue principale de Salaise-sur-Sanne est dénommée Avit Nicolas et une stèle y a été installée.